# Gabor (Roma)

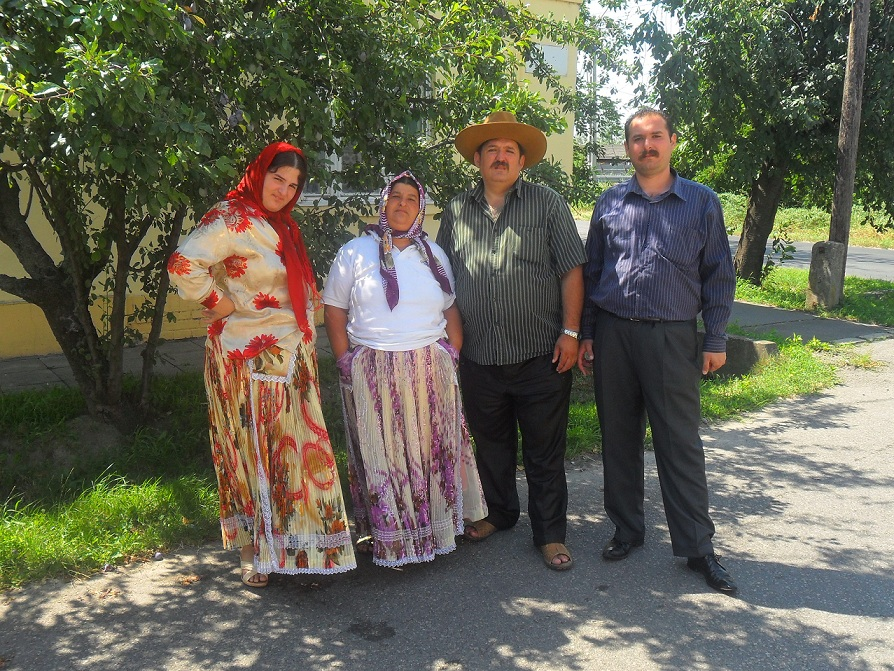

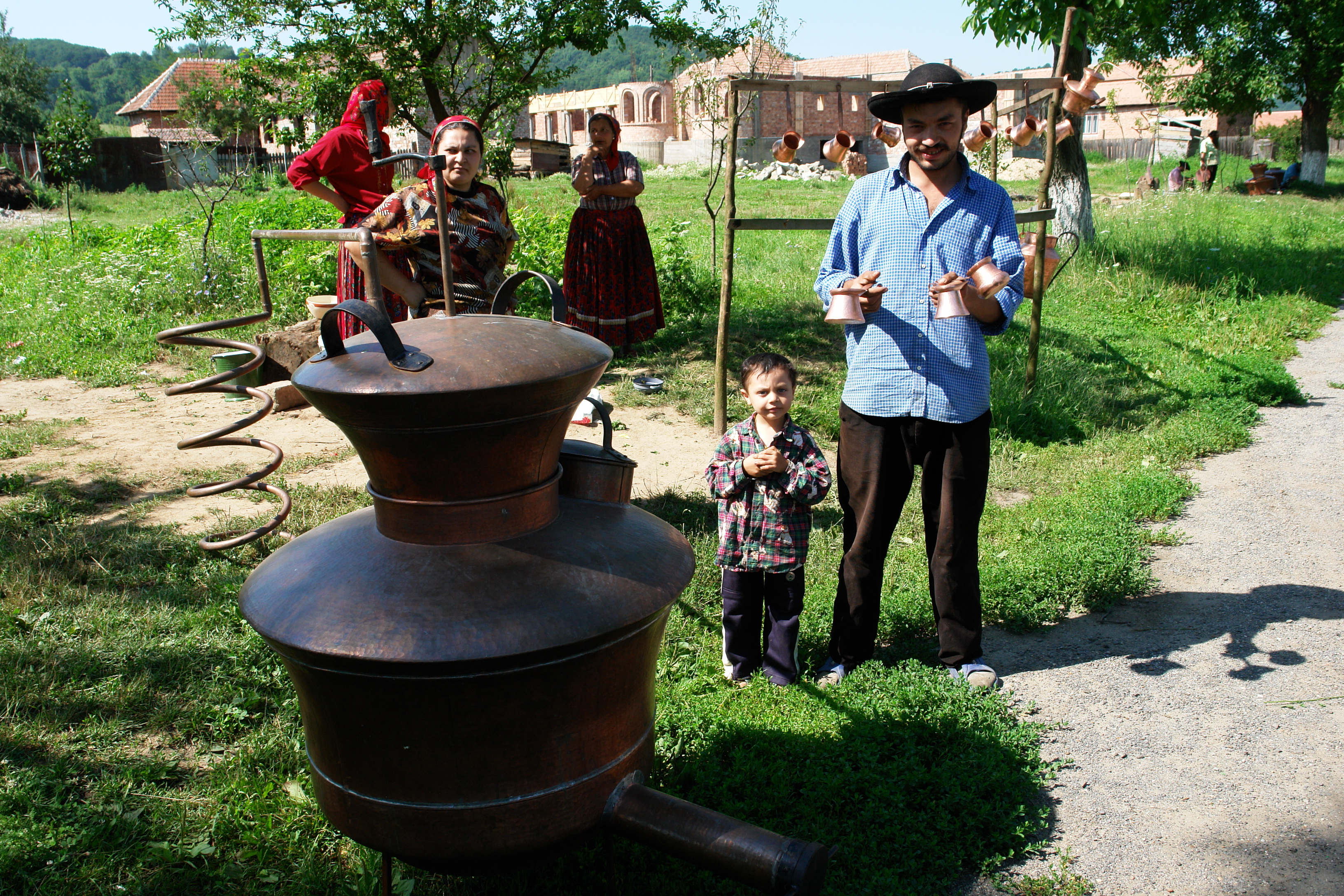

Die Gabor sind eine Roma-Gruppe, die in Siebenbürgen (Rumänien) lebt. Der Gabor gehören rund 14.000 Menschen an. Das wichtigste Dorf der Gabor ist Crăciunel (ungarisch Karácsonyfalva) der Gemeinde Ocland im Kreis Harghita.

## Geschichte und Name
Die Gabor leben seit über 500 Jahren in Siebenbürgen und bezeichnen sich selbst als Gabor oder Gabor-Zigeuner. Alle Gabor haben „Gabor“ als Vor- oder Nachnamen. Der Name kommt der Sage nach von einem ungarischen Fürst namens Gabor (möglicherweise Gábor Bethlen), der den Roma-Familien das Bleiberecht gab. Deren Lebensweise unterschied sich jedoch von vielen anderen Roma-Gruppen in Rumänien, die nomadisch und in Armut lebten. Die Gabor lebten lange sehr isoliert von der Außenwelt und haben ihre alten Traditionen bewahrt. Dies liegt auch an der Diskriminierung der Roma und der Tatsache, dass die Heimat die sicherste Region für die Gabor-Roma ist. Ihre Traditionen sind jedoch durch die Modernisierung und Globalisierung Rumäniens in Gefahr. Unter den Gabor besteht die Sorge, dass die Nachkommen in die Städte ziehen und einen westlichen Lebensstil führen möchten.

## Kultur

### Sprache und Religion
Neben dem siebenbürgischen Romani-Dialekt sprechen die meisten Gabor auch Rumänisch und Ungarisch, da diese Sprachen in der Region von der Mehrheit gesprochen werden. Heute gehören die meisten Gabor den Adventisten an, da sie sich von den großen Kirchen diskriminiert fühlen. Die christliche Religion hat in den letzten Jahrzehnten an Bedeutung gewonnen.

### Kleidung
Die Männer tragen traditionell neben dem breitkrempigen Hut schwarze Hosen und eine schwarze Jacke. Sie tragen einen Schnurrbart. Die Frauen erkennt man an den langen, gemusterten Röcken und den Kopftüchern.

### Familie
Die Gabor leben wie andere Roma traditionell in Großfamilien. Die Frauen werden meistens sehr früh verheiratet und werden früh Mütter und Großmütter. Dies erhält den Stamm, da die Gabormädchen schon oft Mehrfachmütter sind, wenn die Jugendlichen der umgebenden ungarisch-rumänische Bevölkerung in die Lebensphase der Partnerfindung treten, sodass ethnisch gemischte Partnerschaften unwahrscheinlich werden. In der Regel ist mit der Frühehe auch der Schulabbruch verbunden. Die jungen Romaväter stellen sich im Allgemeinen ihrer Verantwortung und treten, unter Verzicht auf formale Bildung, vorzeitig ins Erwerbsleben ein. Die Hochzeit ist das wichtigste Fest im Leben.

### Arbeit und Einkommen
Die Gabor sind meistens viel wohlhabender als der Durchschnitt der rumänischen Roma. Traditionell lebende Gabor weigern sich jedoch, als Angestellte zu arbeiten, da dies gegen die Tradition spricht. Viele Gabor arbeiten daher als selbstständige Landwirte, Händler und sie sind auch gute Handwerker.